# 에리히 폰 뎀 바흐
에리히 율리우스 에버하르트 폰 첼레프스키, 에리히 폰 뎀 바흐첼레프스키(Erich Julius Eberhard von Zelewski, Erich von dem Bach-Zelewski, 1899년 3월 1일 ~ 1972년 3월 8일)는 나치의 장교이자 친위대의 구성원으로, 최종 계급은 친위대 대장 (Obergruppenführer)이다.

## 같이 보기
- 제네바 협약
- 제3제국
- 바르샤바 봉기